# Хуна, Шейх эль-Афия ульд Мухаммед

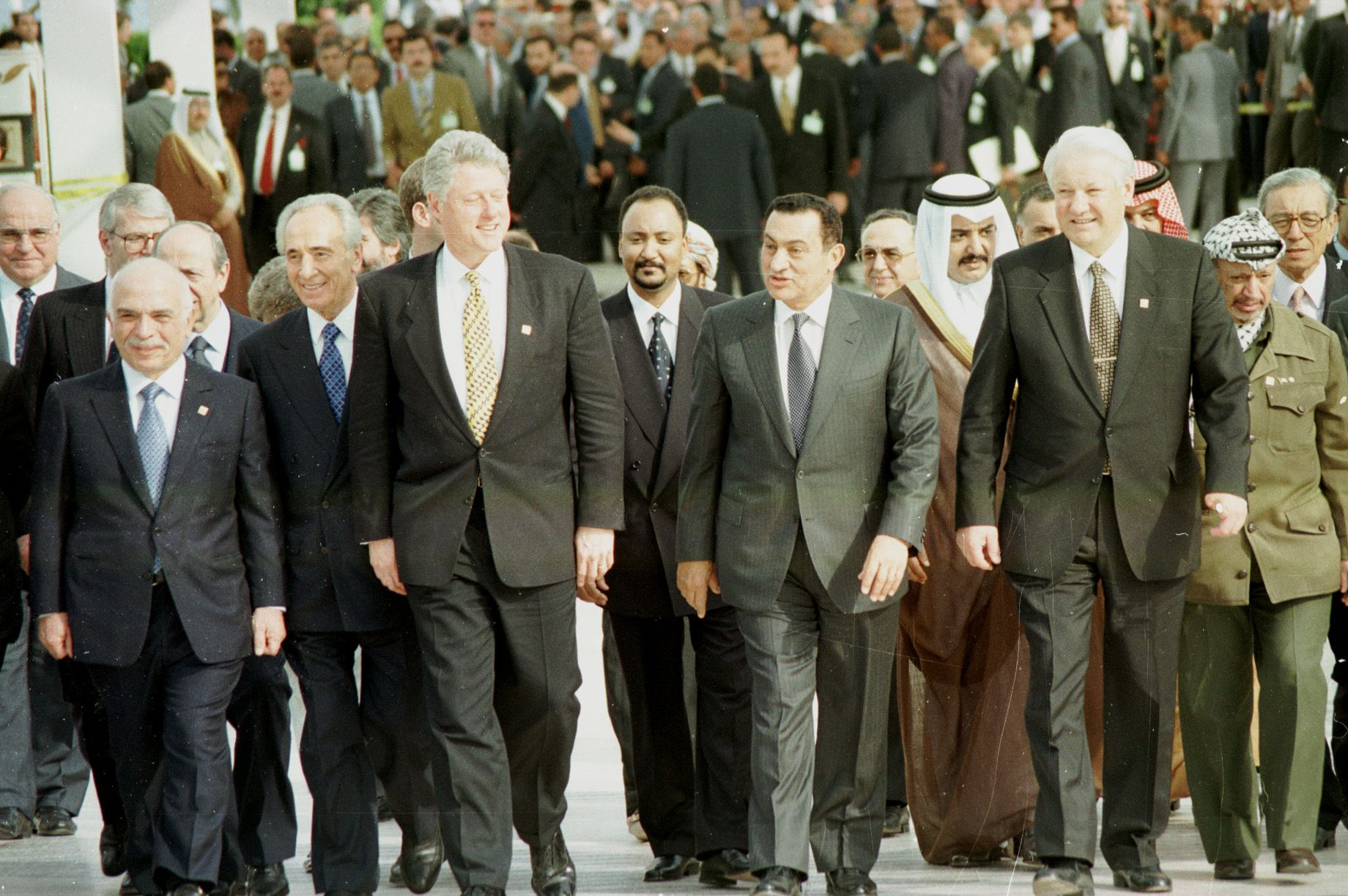
Саммит в Шарм-эш-Шейх март 1996. Шейх эль-Афия ульд Мухаммед Хуна во втором ряду между Б. Клинтоном и Х. Мубараком

Шейх эль-Афия ульд Мухаммед Хуна (араб. الشيخ العافية ولد محمد حنة‎; 1956, Амурдж, Ход-эш-Шарки, Французская Западная Африка) — мавританский политический и государственный деятель, дважды занимавший пост премьер-министра Мавритании (2 января 1996 — 18 декабря 1997 и 16 ноября 1998 — 6 июля 2003), дипломат.
Член Республиканской партии за демократию и обновление.

## Биография
Получил учёную степень в области сельскохозяйственных наук в Марокко, где жил с 1978 по 1982 год. В 1984—1992 годах работал директором рыболовной компании. Позже в феврале 1995 года был назначен министром рыболовства и морской экономики.
В 1996—1997 годах и затем в 1998—2003 годах занимал кресло премьер-министра Мавритании.
С 12 июля по 16 ноября 1998 и 2008 году работал министром иностранных дел Мавритании.
В мае 2003 года подверг критике рост исламского экстремизма и возможность вербовки молодежи на их сторону. Хуна критически относился к некоторым действиям президента. В ходе неудачной попытки переворота 9 июня 2003 года был задержан по подозрению в симпатиях к заговорщикам и попытке поиска убежища в Испании. В июле был заменён на посту премьер-министра. До 2008 года  не занимал никаких должностей в кабинете министров. 
В мае 2011 года был назначен послом Мавритании в Тунисе.